# Modliszka śródziemnomorska
Modliszka śródziemnomorska (Empusa pennata) – gatunek owada z rzędu modliszek i rodziny Empusidae. Występuje w krajach basenu Morza Śródziemnego – od Portugalii i Hiszpanii przez południową Francję po Włochy oraz od Maroka na wschód po Egipt.
Osiąga długość ok. 7 cm. Jest zabarwiona na kolor zielony. Niektóre osobniki mają kolor brązowy w zielone lub brązowe paski. Głowa specyficznie wydłużona. Oczy owalne. Modliszka śródziemnomorska zamieszkuje skąpo porośnięte powierzchnie z krzakami. W klimacie śródziemnomorskim występuje bardzo często, natomiast w innych rejonach świata trudno ją spotkać.